# Beziehungen zwischen der Dominikanischen Republik und den Vereinigten Staaten
Die Beziehungen zwischen der Dominikanischen Republik und den Vereinigten Staaten sind das zwischenstaatliche Verhältnis zwischen der Dominikanischen Republik und den Vereinigten Staaten. 

## Geschichte
Die diplomatischen Beziehungen zwischen der Dominikanischen Republik und den Vereinigten Staaten begannen kurz nach der Unabhängigkeit der Republik von Haiti im Jahr 1844. Bereits 1869 versuchte Präsident Ulysses S. Grant, die Dominikanische Republik in die Vereinigten Staaten einzugliedern, scheiterte jedoch am Widerstand des US-Senats. Trotzdem blieb das Land ein geopolitisches Ziel für US-Interessen, insbesondere während der Monroe-Doktrin und später der Roosevelt-Corollary-Politik.
Im frühen 20. Jahrhundert intensivierten sich die US-Eingriffe: 1905 übernahmen die USA die Zollverwaltung der Dominikanischen Republik, um Schulden gegenüber europäischen Gläubigern einzutreiben. Zwischen 1916 und 1924 war das Land militärisch von US-Truppen besetzt – offiziell zur Stabilisierung des Landes, tatsächlich aber auch zur Kontrolle strategischer Interessen in der Karibik. In dieser Zeit etablierten die USA eine Gendarmerie, die langfristig die politische Ordnung prägte. Auch nach dem Abzug blieb der Einfluss Washingtons stark: Während der Diktatur von Rafael Trujillo (1930–1961) unterstützten die USA den autoritären Führer weitgehend, solange er antikommunistisch blieb.
Nach Trujillos Ermordung wurde sein demokratisch gewählter Nachfolger Juan Bosch durch einen von der CIA unterstützten Putsch gestürzt. Es kam zum Bürgerkrieg mit tausenden Toten und in den Folgejahren intervenierten US-Truppen erneut im Jahr 1965, diesmal mit über 20.000 Soldaten unter dem Vorwand, den Konflikt im Land zu beenden, in Wirklichkeit jedoch, um den Kommunismus einzudämmen. In der Folge installierten die USA mit Joaquín Balaguer nach von Unregelmäßigkeiten geprägten Wahlen eine proamerikanische Regierung. Seitdem entwickelten sich die Beziehungen in Richtung Partnerschaft, wobei die USA Hilfe leisteten sowie Demokratisierung und wirtschaftliche Liberalisierung unterstützten. Die Dominikanische Republik ist heute ein enger Verbündeter der USA in der Karibikregion.

## Wirtschaftsbeziehungen
Die Vereinigten Staaten sind mit Abstand der wichtigste Handelspartner der Dominikanischen Republik. Etwa die Hälfte aller dominikanischen Exporte gehen in die USA, insbesondere Textilien, elektronische Komponenten, medizinische Geräte, Zigarren und Agrarprodukte wie Bananen oder Zucker. Im Gegenzug liefert die USA Maschinen, Treibstoffe, Getreide und Konsumgüter. 2007 ist das bilaterale Verhältnis durch das Freihandelsabkommen DR-CAFTA vertieft, das Handel und Investitionen stark gefördert hat. Der gesamte Warenhandel der USA mit der Dominikanischen Republik wird für 2024 auf 20,6 Milliarden Dollar geschätzt. Die Warenexporte der USA in die Dominikanische Republik beliefen sich auf 13,1 Milliarden Dollar und die Warenimporte der USA aus der Dominikanischen Republik auf insgesamt 7,5 Mrd. US-Dollar. Für die Dominikanische Republik sind die USA damit der mit Abstand wichtigste Handelspartner.
Zahlreiche US-amerikanische Unternehmen haben Produktionsstätten oder Niederlassungen in der Dominikanischen Republik, vor allem in sogenannten Zonas Francas (Freihandelszonen), wo Textilien und Medizinprodukte für den Export gefertigt werden. Die USA sind zudem größter ausländischer Investor im Land, insbesondere in den Bereichen Energie, Tourismus, Telekommunikation und Finanzwesen.

## Migration und Kultur
Die dominikanische Diaspora in den Vereinigten Staaten zählt zu den größten lateinamerikanischen Gemeinschaften im Land. Rund 2,4 Millionen Menschen dominikanischer Herkunft leben in den USA (Stand: 2021), vor allem in New York, New Jersey, Massachusetts und Florida. Diese Diaspora hat erheblichen Einfluss auf Wirtschaft und Gesellschaft beider Länder. Überweisungen dominikanischer Migrantinnen und Migranten (Remittances) aus den USA machen etwa 7 bis 8 % des Bruttoinlandsprodukts der Dominikanischen Republik aus – ein zentraler ökonomischer Faktor. Die Dominikanische Republik ist außerdem stark vom Tourismus abhängig, wobei knapp die Hälfte der Touristen aus den USA kommt.
Auch kulturell bestehen enge Verbindungen. Dominikanische Musikstile wie Merengue und Bachata haben in den USA eine breite Anhängerschaft gefunden, ebenso dominikanische Künstlerinnen und Künstler in Film, Kunst und Literatur. Im Sport – insbesondere im Baseball – sind Dominikaner in den USA besonders präsent. Baseball ist Nationalsport in der Dominikanischen Republik und viele ausländischen Spieler in der MLB stammt aus der Dominikanischen Republik. 